# Roy Orbison's Greatest Hits
Roy Orbison's Greatest Hits es un álbum recopilatorio del músico estadounidense Roy Orbison, publicado por la compañía discográfica Monument Records en agosto de 1962. El álbum recopiló sencillos de la carrera de Orbison, así como «Love Star» y «Dream Baby», dos temas inéditos. El álbum alcanzó el puesto 13 en la lista estadounidense Billboard 200, mientras que el sencillo «Dream Baby» llegó al puesto cuatro de la lista Billboard Hot 100.

## Lista de canciones
Todas las canciones compuestas por Roy Orbison y Joe Melson excepto donde se anota.
Cara A
1. "The Crowd"
2. "Love Star" (Cindy Walker)
3. "Crying"
4. "Evergreen" (Joe Tanner)
5. "Running Scared"'
6. "Mama" (Roy Orbison, Joe Melson, Ray Rush)

Cara B
1. "Candy Man" (Beverly Ross, Fred Neil)
2. "Only the Lonely"
3. "Dream Baby" (Cindy Walker)
4. "Blue Angel"
5. "Uptown"
6. "I'm Hurtin'"

## Posición en listas
Álbum
| País           | Lista         | Posición |
| -------------- | ------------- | -------- |
| Estados Unidos | Billboard 200 | 13       |

Sencillos
| Sencillo     | País           | Lista             | Posición |
| ------------ | -------------- | ----------------- | -------- |
| «Dream Baby» | Estados Unidos | Billboard Hot 100 | 4        |
| «Dream Baby» | Reino Unido    | UK Singles Chart  | 2        |
| «The Crowd»  | Estados Unidos | Billboard Hot 100 | 26       |
| «The Crowd»  | Reino Unido    | UK Singles Chart  | 40       |